# Aureopteryx calistoalis
Aureopteryx calistoalis là một loài bướm đêm trong họ Crambidae.